# Сапукая (Рио-де-Жанейро)
Сапукая (порт. Sapucaia) — муниципалитет в Бразилии, входит в штат Рио-де-Жанейро. Составная часть мезорегиона Центр штата Рио-де-Жанейро. Входит в экономико-статистический микрорегион Трес-Риус. Население составляет 16 858 человек на 2007 год. Занимает площадь 540,350 км². Плотность населения — 31,2 чел./км².
Праздник города — 7 декабря. 

## История
Город основан в 1874 году.

## Статистика
- Валовой внутренний продукт на 2005 год составляет 171 037 тысяч реалов (данные: Бразильский институт географии и статистики).
- Валовой внутренний продукт на душу населения на 2005 год составляет 9377,00 реалов (данные: Бразильский институт географии и статистики).
- Индекс развития человеческого потенциала на 2000 год составляет 0,742 (данные: Программа развития ООН).

## География
Климат местности: горный тропический. В соответствии с классификацией Кёппена, климат относится к категории Cwa.